# Rajgangpur
Rajgangpur (auch Rajagangapur) ist eine Stadt im ostindischen Bundesstaat Odisha. 
Rajgangpur liegt 25 km westlich von Rourkela im Distrikt Sundargarh.
Die Odisha-Fernstraße 10 (Rourkela–Sundargarh) führt durch die Stadt. Rajgangpur liegt an der Bahnstrecke Jharsuguda–Rourkela. 
Die Stadt besitzt den Status einer Municipality und ist in 20 Wards gegliedert.
Beim Zensus 2011 hatte Rajgangpur 51.362 Einwohner.

## Klima
In Rajgangpur herrscht tropisches Klima. Die Jahresmitteltemperatur liegt bei 26,4 °C. 
Die durchschnittliche Jahresniederschlagsmenge beträgt 1461 mm. Während des Monsuns in den Monaten Juni bis September fallen die meisten Niederschläge.